# Gone Maggie Gone
"Gone Maggie Gone" é o décimo terceiro episódio da Vigésima temporada de Os Simpsons. Ele foi exibido originalmente nos Estados Unidos no canal da FOX, no dia 15 de Março de 2009. Nesse episódio, Lisa tenta resgatar Maggie de um convento, após Homer deixá-la lá acidentalmente; mas no final uma surpresa sobre Maggie é revelada.

## Sinópse
Chega mais um Eclipse solar em Springfield e é recomendado que os cidadãos usem uma "câmera" para poder observar o evento sem olhar nos olhos. Na hora do Eclipse, Bart e Homer se enfrentam para decidir quem vai ver o eclipse primeiro, e Homer acaba caindo em cima da sua câmera. Com pena de Homer, Marge lhe dá a sua câmera. Quando o eclipse está completo, Marge não resiste e dá uma olhada com olhos; mas logo o sol aparece e queima os olhos de Marge; fazendo os Simpsons levarem ela para o hospital. O Dr. Hibbert recomenda que Marge fique com os olhos vendados por duas semanas completas e avisa que é preferencial não estressá-la. Devido ao fato de que é Marge que faz tudo na casa, a cozinha acaba ficando infestada de ratos, e um deles controla Homer pelo cabelo.
Na loja de venenos, Homer leva Maggie e Pequeno Ajudante de Papai Noel para a loja, mas Maggie quer o veneno para rato, e Pequeno Ajudante quer o coelho de pelúcia que Maggie levou. No caminho para casa, Homer acaba se estressando demais com a bagunça que está no carro, e acaba caindo da ponte. No chão, Homer encontra terra; mas está muito distante, e tem um rio entre ele e a terra. Logo ele encontra um barco. Mas pelo fato de ele, Maggie, o cachorro, e o veneno terem muito peso juntos, Homer não sabe como vai fazer para atravessar o rio; até que ele tem uma ideia e primeiro atravessa o rio com Maggie e a deixa em uma igreja; mas lá uma freira que acha Maggie, decide levá-la para dentro, e Homer tenta pegá-la de volta, mas não consegue. Temendo que a saúde de Marge piore, Homer pede a ajuda de Lisa e Bart para evitar que Marge descubra o que houve.
Lisa decide se disfarçar de freira para entrar no convento e pegar Maggie de volta; e enquanto isso Bart se disfarça de Lisa para garantir que Marge não sinta a falta de ninguém. Lisa logo entra no convento, mas não acha Maggie. Uma das freiras fala para Lisa sobre a "Jóia de Santa Teresa" e logo diz que quando ela achar a jóia, ela achará Maggie e logo dá uma pista sobre a jóia. Lisa segue uma série de pistas até chegar ao mistério do "maior anel de Springfield". Lisa descobre que está sendo seguida por alguém, e logo descobre que quem estava seguindo ela, era o Diretor Skinner e o Cara-dos-Gibis. O Diretor Skinner conta para Lisa a história da Jóia de Santa Teresa, e logo eles resolvem o mistério do maior anél de Springfield (a palavra ring de Springfield, que em português significa anel) e vão até o letreiro de Springfield; onde encontram o Sr. Burns, Smithers e um bando de cães furiosos.
O Sr. Burns diz que já sabia da história da Jóia há décadas, eforça Lisa a resolver o enigma que está no letreiro "Springfield" e força o Diretor Skinner e o Cara-dos-Gibis à cavarem a sua cova. Lisa resolve o mistério e descobre que ela é a jóia de Santa Teresa, e que ela tem que ser levada imediatamente até a Igreja. Na igreja, Lisa se gaba de ser "a Jóia", até que a Madre Superior desembaralha a resposta de Lisa até dizer "É a Maggie mesmo, Sherlock", dizendo que a Jóia é Maggie. Quando o sol nasce, uma "era de paz" começa em Springfield, até que Marge (ainda vendada) aparece e pega Maggie de volta. Maggie desvenda Marge e elas voltam para casa. Para não chatear Marge, Homer diz que deixou "outra criança-jóia" para trazer paz: Bart!